# Stazione di Cullybackey
La stazione di Cullybackey ( in inglese britannico Cullybackey railway station) è una stazione ferroviaria che fornisce servizio a Cullybackey e dintorni, contea di Antrim, Irlanda del Nord. Attualmente l'unica linea che vi passa è la Belfast-Derry. La stazione fu aperta il 1º luglio 1856. Fu chiusa per lavori di miglioramento e ristrutturazione tra il marzo 2009 e il 29 giugno dello stesso anno.

## Incidente
Il 24 marzo 2000 una donna morì in seguito alla collisione tra un treno passeggeri e la sua macchina presso il passaggio a livello della Stazione Road. Nessuno degli 88 passeggeri a bordo del treno diretto a Derry da Belfast fu ferito nell'incidente.

## Treni
Dal settembre 2009, da lunedì a sabato c'è un treno ogni due ore, per direzione, verso o la stazione di Belfast Great Victoria Street o quella di Londonderry, con servizi aggiuntivi durante le ore di punta. Ci sono cinque treni giornalieri per direzione durante la domenica. Tutti i servizi sono forniti dall'operatore ferroviario nordirlandese, la Northern Ireland Railways.

## Servizi ferroviari
- Belfast-Derry

## Servizi
- Biglietteria self-service
- Capolinea autolinee extraurbane
- Sottopassaggio
- Servizi igienici